# Städtische Sparkasse Offenbach am Main
Die Städtische Sparkasse Offenbach a. M. (im Sprachgebrauch auch kurz Sparkasse Offenbach genannt) ist eine Sparkasse in Hessen mit Sitz in Offenbach am Main. Sie ist eine Anstalt des öffentlichen Rechts.

## Geschäftsgebiet und Träger
Das Geschäftsgebiet der Städtischen Sparkasse Offenbach a. M. umfasst die Stadt Offenbach am Main, welche auch Trägerin der Sparkasse ist.

## Geschäftszahlen
Die Städtische Sparkasse Offenbach am Main wies im Geschäftsjahr 2023 eine Bilanzsumme von 1,804 Mrd. Euro aus und verfügte über Kundeneinlagen von 1,407 Mrd. Euro. Gemäß der Sparkassenrangliste 2023 liegt sie nach Bilanzsumme auf Rang 250. Sie unterhält 12 Filialen/Selbstbedienungsstandorte und beschäftigt 245 Mitarbeiter.

## Sparkassen-Finanzgruppe
Die Städtische Sparkasse Offenbach am Main ist Teil der Sparkassen-Finanzgruppe und gehört damit auch ihrem Haftungsverbund an. Er sichert den Bestand der Institute und sorgt dafür, dass sie auch im Fall der Insolvenz einzelner Sparkassen alle Verbindlichkeiten erfüllen können. Die Sparkasse vermittelt Bausparverträge der regionalen Landesbausparkasse, offene Investmentfonds der Deka und Versicherungen der SV SparkassenVersicherung. Im Bereich des Leasing arbeitet die Städtische Sparkasse Offenbach am Main mit der  Deutschen Leasing zusammen. Die Funktion der Sparkassenzentralbank nimmt die Landesbank Hessen-Thüringen wahr.

## Belege
1. 1 2  Stammdaten des Kreditinstitutes bei der Deutschen Bundesbank
2. ↑  Sparkassenrangliste 2023. (PDF; 38 kB; 8 Seiten) In: Finanzgruppe Deutscher Sparkassen- und Giroverband. DSGV.de, 11. Mai 2024, abgerufen am 11. Mai 2024.
3. ↑  Stadt Offenbach am Main: Satzung der Städtischen Sparkasse. Abgerufen am 6. Mai 2020.
4. ↑  Sparkassenrangliste 2023. (PDF; 38 kB; 8 Seiten) In: Finanzgruppe Deutscher Sparkassen- und Giroverband. DSGV.de, 11. Mai 2024, abgerufen am 11. Mai 2024.

Koordinaten: 50° 6′ 17,9″ N, 8° 45′ 58,5″ O